# Xã McHenry, Quận McHenry, Illinois
Xã McHenry (tiếng Anh: McHenry Township) là một xã thuộc quận McHenry, tiểu bang Illinois, Hoa Kỳ. Năm 2010, dân số của xã này là 47.653 người.